# 井上宗次
井上 宗次（いのうえ そうじ、1909年2月11日 - 1997年10月9日）は、日本の英文学者、翻訳家。大阪府立大学名誉教授。

## 略歴
京都帝国大学文学部英文学科卒業、京都帝国大学大学院文学研究科英文学専攻博士課程修了。
和歌山大学教授を経て大阪府立大学教授、定年により名誉教授、神戸学院大学教授。
ユージン・オニールなどを訳した。
1997年、急性心筋梗塞のため死去。

## 翻訳
- 『奇妙な幕間狂言』（オニール、石田英二共訳、岩波文庫） 1935
- 『喪服はエレクトラに相応はし』（ユージン・オニール、春陽堂文庫） 1937
- 『限りなきいのち』（オニール、石田英二共訳、岩波文庫） 1938
- 『楡の木蔭の慾情』（オニール、岩波文庫） 1951
- 『皇帝ジョウンズ・毛猿 』（オニール、岩波文庫） 1953
- 『氷人来たる』（E・オニール、石田英二共訳、新潮社） 1955
- 『狐になった夫人』（ガーネット、新潮文庫） 1955
- 『動物園に入った男』（ガーネット、新潮文庫） 1955
- 『オニール一幕物集』（石田英二共訳、新潮文庫） 1956
- 『死の谷 - マクティーグ』上・下（ノリス、石田英二共訳、岩波文庫） 1957
- 『テス』（トマス・ハーディ、石田英二共訳、岩波文庫） 1960
- 『クリステイ短編集』第1 - 2 （アガサ・クリスティ、石田英二共訳、新潮文庫） 1960
- 『フォーサイト家物語』全3巻（ゴールズワージー、臼田昭, 石田英二共訳、角川文庫） 1961 - 1962
- 『極めて個人的な話』（サマセット・モーム、新潮社） 1964
- 『騎士・黒い花』（ジョン・ゴールズワージィ、西台美智雄共訳、英宝社） 1966